# Konferečna miza Vladimirja Putina
Konferenčna miza Vladimirja Putina je ovalna bukova miza z belim vrhom, ki so jo postavili v Kremlju v poznih devetdesetih letih v času predsedovanja Borisa Jelcina. Poročajo, da je miza dolga 6 metrov, narejena iz ene same plošče bukovega lesa ter podprta na treh votlih lesenih nogah. Lakirana je v beli barvi, ob strani je pozlačena.
OAK Furniture, podjetje iz Cantùja v Italiji, je trdilo, da je izdelalo mizo kot del opremljanja dela Kremlja med leti 1995 in 1997. OAK je tudi ustvaril sliko mize v knjigi iz leta 1999. Avtor mize bi bil lahko tudi španski upokojeni mizar, ki pravi, da je mizo izdelal okrog leta 2005.

## Zgodovina
Leta 2022 je ruski predsednik Vladimir Putin uporabljal mizo na srečanjih z drugimi svetovnimi voditelji, med drugimi Emmanuelom Macronom, Olafom Scholzom in Antóniom Guterresom. Putin je bil upodobljen med sedenjem na enem koncu zelo dolge bele konferenčne mize, drugi udeleženci pa so sedeli daleč stran od njega na drugem koncu mize. Putin je bil tudi na slikah sestankov s podobno oddaljenimi uradniki za drugimi dolgimi mizami. Med rusko invazijo na Ukrajino leta 2022 je ta miza postala predmet številnih internetnih memov.
Špekuliralo se je, da se je Putin odločil za uporabo dolge mize za zastrahovanje in projiciranje podobe moči ali zaradi strahu pred okužbo s COVID-19. Putina so pa vseeno fotografirali, kako se udeležuje srečanj v neposredni bližini Xi Jinpinga v istem obdobju.